# Nissan R'nessa
O Nissan R'nessa foi um modelo de veículo tipo perua produzido pela Nissan.
Algumas versões desse modelo foram equipadas com transmissão continuamente variável (Câmbio CVT).
Esse modelo teve uma versão elétrica, denominada Nissan Altra, lançada no dia 29 de dezembro de 1997 no Los Angeles Auto Show Internacional. Apenas 200 unidades dessa versão foram produzidas entre 1998 e 2002.